# Comin' Home (album av Ann-Louise Hanson)
Comin' Home är ett studioalbum av Ann-Louise Hanson, utgivet 1979. 

## Låtlista

### Sida A
| Nr | Titel                                          | Låtskrivare                  |
| -- | ---------------------------------------------- | ---------------------------- |
| 1. | "Sleep Late Tomorrow"                          | Anders Glenmark, Tomas Minor |
| 2. | "A Part of Me Still Wants to be a Part of You" | Anders Glenmark, Tomas Minor |
| 3. | "Mama Jo"                                      | Anders Glenmark, Tomas Minor |
| 4. | "Don't Let Me Down"                            | Anders Glenmark, Tomas Minor |
| 5. | "Just Like Comin' Home Again"                  | Anders Glenmark, Tomas Minor |

### Sida B
| Nr  | Titel                       | Låtskrivare                  |
| --- | --------------------------- | ---------------------------- |
| 6.  | "Don't Slam the Door"       | Anders Glenmark, Tomas Minor |
| 7.  | "Somebody Else Will"        | Anders Glenmark, Tomas Minor |
| 8.  | "Happy Hangover"            | Anders Glenmark, Tomas Minor |
| 9.  | "Liew Low in Mexico"        | Anders Glenmark, Tomas Minor |
| 10. | "Reading Between the Lines" | Anders Glenmark, Tomas Minor |
| 11. | "If You Get Lost Again"     | Anders Glenmark, Tomas Minor |

## Listplaceringar
| Lista (1979) | Topplacering |
| ------------ | ------------ |
| Sverige      | 9            |

### Fotnoter
1. ↑  ”Discogs”. http://www.discogs.com/Ann-Lousie-Comin-Home/release/1520145. Läst 18 april 2011.
2. ↑  ”Svensk mediedatabas”. http://smdb.kb.se/catalog/id/001886368. Läst 18 april 2011.
3. ↑  ”Listplacering”. http://hitparad.se/showitem.asp?interpret=Ann-Louise+Hansson&titel=Comin%27+Home%2E%2E%2E&cat=a. Läst 18 april 2011.